# La tuerka
La tuerka fue un programa de televisión español de entrevistas, producido por Producciones CMI, emitido por Público TV a través de Internet. El programa se emitió de lunes a viernes a las 22:00.
El programa en sus inicios se emitía de lunes a jueves simultáneamente por las diferentes cadenas pertenecientes a la Asociación de Televisiones Locales de la Comunidad de Madrid (Tele K Vallecas, Canal 33 Madrid Provincia Madrid, Tele Leganés, Tele Cuatro Caminos distrito de Chamberí y Tetuán, Canal Norte Alcobendas y San Sebastián de los Reyes, Tele Corredor Campiña del Henares en la Provincia de Madrid y Tele Alcalá). Con el tiempo en algunas de ellas se dejó de emitir al dejar de existir dicho canal de televisión por las deudas o la imposibilidad de conseguir frecuencia legal en su demarcación.

## Historia
La tuerka nació como un programa de televisión amateur creado en 2010 por un grupo de personas vinculadas a la Facultad de Ciencias Políticas y Sociología de la Universidad Complutense de Madrid, concretamente de la Asociación de estudiantes "Contrapoder" y la Red de investigadores "La promotora". Primero se emitía en Tele K, luego en Canal 33 (ambos canales TDT de la Comunidad de Madrid) y en la actualidad en Público TV. El primer programa fue emitido el 18 de noviembre de 2010.
El programa anunció su fin el 30 de octubre de 2017.

## Temporadas
Primera temporada (noviembre de 2010 - junio de 2011)
Programa semanal en Tele K. Presentador y director Pablo Iglesias.
Segunda temporada (septiembre de 2011 - junio de 2012)
Programa semanal en Tele K. Presentador y director Pablo Iglesias.
Tercera temporada (septiembre de 2012 - 26 de junio de 2013)
Programa semanal en Canal 33. Presentador y director Pablo Iglesias.
Cuarta temporada (septiembre de 2013 - junio de 2014)
Quinta temporada (30 de septiembre de 2014 - 30 de octubre de 2017)
La quinta temporada empezó el 30 de septiembre de 2014. En la quinta temporada La Tuerka paso de ser un programa semanal a 4 programas diferentes.
- Otra vuelta de tuerka: Cada domingo. Presentado por Pablo Iglesias. Consiste en una entrevista cara a cara con diversas personalidades. Entre otros, han sido entrevistados el presentador Jesús Cintora,[7] la política y abogada Cristina Almeida[8] y el exjugador de baloncesto Fernando Romay.[9]
- La Tuerka Distrito Federal: Cada martes. Programa de investigación, reportaje y debate presentado por Noelia Vera y Tania Sánchez.
- La Tuerka News: Cada miércoles. Programa informativo y humorístico presentado por Facu Díaz, Héctor Juanatey y Miguel Maldonado. Se incluyó aquí La Pizarra de Masa, humor basado generalmente en vídeos de política de diferentes personas que muestran cierta ignorancia sobre los temas que tratan y son analizados por MC Endesa.
- En Clave Tuerka: Cada jueves. Una tertulia con varios invitados presentada por Juan Carlos Monedero.

## Premios
Tanto en 2013 como en 2014, el programa fue galardonado en los Premios Enfocados de Periodismo.